# Tommy Mars
Tommy Mars (Thomas Mariano) (Waterbury, 26 ottobre 1951) è un tastierista statunitense, noto soprattutto per la sua collaborazione con Frank Zappa.
Nato a Waterbury (Connecticut) nel Connecticut, Prese le prime lezioni di piano a sei anni e presto cominciò a cimentarsi con vari tipi di tastiere e sintetizzatori.
Diplomato al Hartt College of Music di West Hartford nel 1972, intraprese la carriera di musicista come maestro di coro, organista in chiesa, accompagnatore di film ed altro.
Grande ammiratore di Frank Zappa, grazie all'aiuto di Ed Mann, ottenne un'audizione entrando a far parte del gruppo di Zappa dal 1977 al 1982.
Dopo il periodo trascorso con Zappa, Mars alternò l'attività di insegnante a tour con Steve Vai e Stuart Hamm. Alla metà degli anni novanta formò il gruppo The Band From Utopia, una sorta di tribute band dedicata alla musica di Frank Zappa eseguita da alunni di Zappa e musicisti quali Jon Larsen, Bruce Fowler, Jimmy Carl Black ed Arthur Barrow.